# André Paillé
Pour les articles homonymes, voir Paillé.
André Paillé est un animateur québécois né le 30 décembre 1942. Il a surtout fait carrière à la radio et à la télévision privées de Québec. Comédien, il a créé un personnage appelé L'Oncle Antoine.

## Biographie
Originaire de Montréal, André Paillé est diplômé en biochimie, une profession qu’il n’a jamais exercée. Cette formation l’amènera cependant à enseigner la chimie dans une école secondaire de Québec. C’est pendant ses études de biochimie qu’il a développé, à la « radio-étudiante », une passion et des aptitudes pour l’animation et les communications. 
Il est issu « de la même école de radio que Michel Jasmin. En effet, il a débuté à la station radiophonique de Saint-Jérôme, avec le père de Pierre Lalonde, Jean, en 1965 ». 
Il arrive à Québec en 1967 pour un emploi à CHRC. Il fut ainsi « le premier animateur de nuit dans la région de Québec », une expérience qui devait durer 5 ans. À compter de 1972, il est placé « sur l’heure du midi » ; il y sera toujours lorsqu’il commencera à la télévision en 1976, en parallèle avec la radio. 
En avril 1973, André Paillé obtient le contrat de photographe de plateau au « Théâtre du Trident » de Québec. Développant lui-même les pellicules dans la chambre noire de son sous-sol, l’expérience, avec l'aide d'un associé, Luc Audet, va durer une dizaine d’années.
Au milieu des années 1980, il a animé pendant 5 ans une émission culinaire radiophonique avec Sœur Angèle.

## À la télévision
À l’automne 1976, André Paillé prend en charge l’émission matinale « Entre 8 et 9 », instituée un an plus tôt par Télé-Capitale, ou « Télé-4 » (CFCM-TV). Il y remplace, sur invitation de Télé Capitale, l’animateur André Guy. 
La formule de l’émission comprend des bulletins de nouvelles, des informations sur la météo, la circulation automobile, les spectacles, les sports, etc. On y interview des personnes invitées sur des sujets d'actualité très variés. 
Le début de l’émission ayant été devancé de 15 minutes, son titre « Entre 8 et 9 » a été changé en 1978 pour « Le 745 », qui veut justement dire « 7 heures 45 ». 
Cette émission est diffusée bien au-delà de Québec et de ses environs immédiats. En effet, elle est vue à Rivière-du-Loup (CIMT) ainsi que dans le Bas-Saint-Laurent et sur la Côte-Nord (CFER). 
À compter de l’automne 1979, « L'Oncle Antoine » fait partie de l’émission. Après 5 ans d’existence, dont 4 avec André Paillé comme animateur, « Le 745 », « une émission type « magazine » », demeure « la seule émission matinale de la région ». Elle rejoignait 108 000 téléspectateurs au printemps 1979. 
Au printemps 1981, l’émission change quelque peu. L’information y tient une plus grande place, André Paillé s’étant entouré « d’une équipe de correspondants de tous les coins de la province ». Par ailleurs, on note que la portée de l’antenne vers l’Ouest dessert désormais jusqu’aux environs de Trois-Rivières ainsi que jusqu’à Thetford-Mines et en Beauce. 
Le 28 mai 1982, « le plus gros succès de l’histoire de Télé-4, « Le 745 » », fut diffusée pour la dernière fois avec André Paillé comme animateur. Le populaire animateur de Télé-4 à Québec en était alors à la 1170e édition en six ans, d’abord sous l’appellation « Entre 8 et 9 », ensuite sous le titre qui disparaîtra avec lui, « Le 745 ». L’émission a été remplacée en septembre 1982 par « Bonjour 7h30 » et animée par Jean-François Cartier. 

### «L'Oncle Antoine»
André Paillé a créé un personnage fort coloré nommé L'Oncle Antoine. Bien qu’il imitait la voix du comédien Jean Duceppe depuis déjà longtemps, le nom du personnage vient du film de Claude Jutra, Mon oncle Antoine. 
À la radio et sur disque, la voix suffisait. Mais à la télévision, un long maquillage de 90 minutes s’avérait nécessaire. Avec l’autorisation de Jean Duceppe, une marionnette à l’image du comédien allait avoir beaucoup de succès à compter de l’automne 1979. Chaque matin, les habitués de l’émission « Le 745 », attendaient la blague ou la colère de L'Oncle Antoine.

### Les réalisateurs
Les émissions matinales « Entre 8 et 9 » et « Le 745 » ont été placées sous la responsabilité de deux réalisateurs : 
- 1976-1978 : Michel Brodeur
- 1978-1981 : André Fortin
- 1981-1982 : Michel Brodeur.

### Émissions spéciales du «745»
- En mars-avril 1981, « Le 745 » s’est donné « une ambiance rétro, un retour aux belles années de la période 40-50. On a décidé de ce thème à l’occasion de la sortie du film Les Plouffe » de Gilles Carle[20].
- Le 20 avril 1981, l’émission a célébré la 500e diffusion de la série[13]. Cette célébration a été relayée par le Journal de Québec qui en a fait la Une de son Supplément du samedi, suivie d’un reportage de deux pages[21]. Échos-vedettes, dont le tirage touche toute la province, a souligné l’événement, en précisant que pour la télévision de la région de Québec, « Le 745 » est le pendant de Michel Jasmin, une émission fort populaire animée par le célèbre animateur éponyme[22].

## Portrait de l’animateur
Le succès d’André Paillé a amené certains journalistes à l’interviewer pour mieux faire connaître le personnage. Ont donc contribué à faire connaître l’homme, Serge Drouin (Journal de Québec), Jacques Dumais (Le Soleil), Eddy Labrie (Journal de Québec et Journal de Montréal), Pierre Nadeau (Journal de Québec), et Judith Savard (Dimanche-Québec). 

Outre Jean Duceppe, André Paillé reconnaît Jean-Pierre Coallier et Jacques Duval comme ses premiers « maîtres ». Par la suite, il se dira « fortement influencé par Robert Gillet et Georgette Lacroix, [parce qu’ils] se livraient tels quels » devant leurs publics. 

Jacques Dumais rapporte qu’André Paillé « voue un culte aux petites gens de même qu’à l’équipe d’animateurs qui l’entourent et avec lesquels il badine sur les ondes ». Selon Paillé, un animateur ne doit pas en remontrer à « Mme Tranchemontagne qui fait mieux son lavage que moi ». Quant à l’équipe qui l’entoure pour faire ses émissions, André Paillé insiste pour dire que « Le 745, c’est d’abord un travail d’équipe ; […] c’est grâce aux techniciens et à toute l’équipe que je sais si l’émission a été réussie ou non. Ils sont pour moi un baromètre ». 

Paillé n’a jamais planifié sa carrière pour faire de la télévision. Très satisfait par la radio, il a accepté de passer à la télé à la condition de faire les deux à la fois : « je n’aurais jamais fait de télévision s’il m’avait fallu quitter CHRC ». Il affirme que la radio ne l’a pas préparé à faire de la télévision. Il aurait d’ailleurs mis un an et demi pour se sentir vraiment à l’aise à la télé. En entrevue avec Jacques Dumais en septembre 1976, il a affirmé que « l’enseignement plus que la radio [l’a aidé pour] la télévision. Au tableau de la météo, parmi les cameramen, chroniqueurs et invités, je me sens comme devant une classe ».
Mais comment parvenait-il à faire deux choses à la fois ? Du temps où il enseignait tout en faisant de la radio de nuit, André Paillé préparait ses cours et faisait ses corrections pendant les parties musicales de son émission nocturne. 

Plus tard, alors qu’il faisait de la télé en parallèle à la radio, André Paillé s’imposait « une vie très disciplinée ». Debout 4 heures avant le début du ‘745’, l’animateur arrivait à Télé-4 deux heures avant le commencement de son émission. L’après-midi était consacré à la radio, suivi de la préparation de son émission de télé du lendemain. 

Une telle discipline laisse peu de place au « jet set ». En effet, « Paillé n’est pas du tout du genre à courir les cocktails et les soirées mondaines ». Il a reconnu être « un peu sauvage », et d’avoir « parfois besoin de refaire le plein en restant seul ». Dès lors, il n’est pas étonnant d’apprendre que ses loisirs sont centrés sur le ski de randonnée, le bricolage (son grand-père était ébéniste) et ses nombreuses collections, des activités pour un solitaire. 

André Paillé a admis être un « ramasseux ». Collectionneur, outre ses propres émissions de télé, il énumérait en 1981 avoir conservé un enregistrement du comédien Paul Guèvremont, du chanteur-compositeur-interprète Charles Aznavour, l’enregistrement original de « Tam ti delam » de Gilles Vigneault, une des dernières entrevues d’Édith Piaf. À tout ça il ajoute « le testament de Jean Duceppe », bande sonore où son idole demande à ses amis de fêter après son décès au lieu de pleurer.

## Hommages
- Carmen Langlois : « J’ai honte ! Oui, j’ai honte de n’avoir découvert que cette semaine un merveilleux personnage qui s’appelle André Paillé ; […] j’ai découvert André Paillé, c'est-à-dire un homme aux possibilités multiples, qui n’a exploité jusqu’à maintenant qu’une fraction de ses nombreux talents ; […] c’est un homme vrai, un personnage nature »[25].
- Judith Savard : « J’ai le plaisir de vous parler d’un gars avec qui nous partons notre journée du bon pied entre huit et neuf heures à Télé-4 : ANDRÉ PAILLÉ. Un gars qui nous charme avec ses airs d’enfants moqueurs. Il a toujours le bon mot, au bon moment. […] Il perce dans les foyers comme un second rayon de soleil avec son genre unique à la fois rieur et sérieux. André m’a toujours impressionné par son côté fantaisiste, original, simple et drôle »[26].
- Échos Vedettes : "Le 745" « est sans doute le plus beau fleuron de Télé-4. Bien que produite et transmise très tôt dans la journée, elle a des cotes d’écoute proportionnellement fabuleuses : 100 000 auditeurs et plus par jour. Elle bat nettement son concurrent Québec magazine réalisé par Radio-Canada et dépasse en popularité la majeure partie des stations de radio de la Vieille Capitale »[27].
- Échos Vedettes : « André Paillé […] est maintenant l’une des têtes les plus connues à Québec. Une énorme responsabilité mais qu’il assume de façon réaliste : il fait bon ménage avec la notoriété et dans la rue comme devant l’écran, il va jusqu’au bout de son rôle. »[27].

## Anecdotes
- De passage à l’émission « Entre 8 et 9 », « le folkloriste bien connu Jacques Labrecque », a « fait des remontrances à Paillé sur sa façon (mauvaise) de nouer sa « fausse » ceinture fléchée, lui agrippant les cheveux pour voir si c’étaient des vrais »[28].
- En décembre 1979, Madame Henriette Belley, « personnage très coloré célèbre pour sa passion de l'extravagance vestimentaire »[29], est invitée à l’émission d’André Paillé[30]. N’étant pas parvenue à éteindre quatre chandelles sur le gâteau qu’on lui a offert pour son 75e anniversaire de naissance, Mme Belley fit une déclaration étonnante : « Ça veut dire que la vieille achève ; s’il reste quatre chandelles, je peux dire qu’il me reste quatre mois à vivre ». Elle est décédée quatre mois plus tard, presque jour pour jour[31].
- Au printemps 1981, André Paillé reconnaît qu’il ne s’appartient plus. Sur la rue, dans les centres commerciaux, les auditeurs le reconnaissent. On lui fait des remarques sur sa chevelure, sur ses vêtements, etc. On rapporte que ses admirateurs ne toléraient pas le voir vêtu d’un jeans[32] !
- « On raconte à Québec qu’un chauffeur de taxi s’est fait installer un téléviseur dans sa voiture afin de pouvoir écouter en toute tranquillité « Le 745 », l’émission locale […] la plus suivie dans l’Est de la province »[33].
- Le 20 mai 1995, le ministre de l’Industrie, Commerce, Sciences et Technologies au sein du gouvernement Parizeau, Daniel Paillé, est confondu avec son frère André. À la Une du cahier « Questions d’argent » rapportant un entretien avec le ministre, le gros titre (3 cm par 25) de l’article d’Hélène Baril du journal Le Soleil se lit comme suit : « André Paillé est optimiste »[34]!